# Mayron George
Mayron Antonio George Clayton (sinh ngày 23 tháng 10 năm 1993) là một cầu thủ bóng đá người Costa Rica thi đấu cho câu lạc bộ Pau.

## Sự nghiệp
Vào ngày 3 tháng 8 năm 2019, George được cho mượn từ Midtjylland đến câu lạc bộ Na Uy Vålerenga vào phần còn lại của năm 2019. Vào ngày 15 tháng 1 năm 2020, anh được cho mượn đến câu lạc bộ Hungary Budapest Honvéd FC đến tháng 6 năm 2020.
Vào tháng 6 năm 2022, George trở lại Pau.

## Thống kê sự nghiệp

### Câu lạc bộ
Tính đến trận đấu diễn ra ngày on 7 tháng 4 năm 2018
| Câu lạc bộ         | Mùa giải           | Giải vô địch                 | Giải vô địch | Giải vô địch | Cup     | Cup       | Cúp Liên đoàn | Cúp Liên đoàn | Khác    | Khác      | Tổng cộng | Tổng cộng |
| Câu lạc bộ         | Mùa giải           | Hạng đấu                     | Số trận      | Bàn thắng    | Số trận | Bàn thắng | Số trận       | Bàn thắng     | Số trận | Bàn thắng | Số trận   | Bàn thắng |
| ------------------ | ------------------ | ---------------------------- | ------------ | ------------ | ------- | --------- | ------------- | ------------- | ------- | --------- | --------- | --------- |
| Limón              | 2010–11            | Costa Rican Primera División | 1            | 0            | 0       | 0         | —             | —             | —       | —         | 1         | 0         |
| Limón              | 2011–12            | Costa Rican Primera División | 21           | 1            | 0       | 0         | —             | —             | —       | —         | 21        | 1         |
| Limón              | 2012–13            | Costa Rican Primera División | 29           | 4            | 0       | 0         | —             | —             | —       | —         | 29        | 4         |
| Limón              | 2013–14            | Costa Rican Primera División | 40           | 12           | 0       | 0         | —             | —             | —       | —         | 40        | 12        |
| Limón              | Tổng cộng          | Tổng cộng                    | 91           | 17           | 0       | 0         | 0             | 0             | 0       | 0         | 91        | 17        |
| OFI (mượn)         | 2014–15            | Superleague Greece           | 20           | 2            | 5       | 3         | —             | —             | —       | —         | 25        | 5         |
| Hobro              | 2015–16            | Danish Superliga             | 24           | 9            | 0       | 0         | —             | —             | —       | —         | 24        | 9         |
| Hobro              | 2016–17            | Danish 1st Division          | 2            | 1            | 0       | 0         | —             | —             | —       | —         | 2         | 1         |
| Hobro              | Tổng cộng          | Tổng cộng                    | 26           | 10           | 0       | 0         | 0             | 0             | 0       | 0         | 26        | 10        |
| Randers            | 2016–17            | Danish Superliga             | 15           | 2            | 1       | 0         | —             | —             | —       | —         | 16        | 2         |
| Randers            | 2017–18            | Danish Superliga             | 7            | 0            | 0       | 0         | —             | —             | —       | —         | 7         | 0         |
| Randers            | Tổng cộng          | Tổng cộng                    | 22           | 2            | 1       | 0         | 0             | 0             | 0       | 0         | 23        | 2         |
| Lyngby (mượn)      | 2017–18            | Danish Superliga             | 20           | 7            | 1       | 0         | —             | —             | —       | —         | 21        | 7         |
| Tổng kết sự nghiệp | Tổng kết sự nghiệp | Tổng kết sự nghiệp           | 179          | 38           | 7       | 3         | 0             | 0             | 0       | 0         | 186       | 41        |

### Bàn thắng quốc tế
Tỷ số và kết quả liệt kê số bàn thắng của Costa Rica trước tiên, cột tỷ số cho biết tỷ số sau mỗi bàn thắng của George .
| STT | Ngày                | Địa điểm                            | Đối thủ | Tỷ số | Kết quả | Giải đấu               |
| --- | ------------------- | ----------------------------------- | ------- | ----- | ------- | ---------------------- |
| 1   | 19 tháng 6 năm 2019 | Sân vận động Toyota, Frisco, Hoa Kỳ | Bermuda | 1–0   | 2–1     | Cúp Vàng CONCACAF 2019 |